# بری استرن
بری استرن (انگلیسی: Barry Stern؛ ۲۴ ژانویه ۱۹۶۰ – ۱ آوریل ۲۰۰۵) موسیقی‌دان اهل ایالات متحده آمریکا بود.